# Вакцинація проти COVID-19 у ЦАР
Вакцинація проти COVID-19 у ЦАР — це кампанія масової імунізації населення Центральноафриканської Республіки проти COVID-19 під час пандемії коронавірусної хвороби. Вакцинальна кампанія в країні розпочалась 20 травня 2021 року після отримання 60 тисяч доз вакцини «Ковішелд», отриманої через механізм COVAX. Станом на 15 червня 2021 року в країні було введено 42644 дози, однією дозою щеплено 41095 осіб, повністю вакциновано 1549 осіб.

## Хронологія
До кінця травня 2021 року введено 19290 доз вакцини.
До кінця червня 2021 року введено 77543 дози вакцини.
До кінця липня 2021 року введено 94600 доз вакцини.
До кінця серпня 2021 року введено 103771 дозу вакцини.
До кінця вересня 2021 року введено 187160 доз вакцини.
До кінця жовтня 2021 року введено 421696 доз вакцини. 16 % цільового населення були повністю вакциновані.
До кінця листопада 2021 року введено 422496 доз вакцини. 17 % цільового населення були повністю вакциновані.
До кінця грудня 2021 року введено 518577 доз вакцини. 22 % цільового населення були повністю вакциновані.
До кінця січня 2022 року введено 652134 дози вакцини. 26 % цільового населення були повністю вакциновані.
До кінця лютого 2022 року введено 855735 доз вакцини і повністю вакциновано 738466 осіб.
До кінця березня 2022 року введено 1012846 доз вакцини і повністю вакциновано 897945 осіб.
До кінця квітня 2022 року введено 1037580 доз вакцини, повністю вакциновано 988591 особу.